# Conservation régionale des monuments historiques
Pour les articles homonymes, voir CRMH.
La Conservation régionale des monuments historiques (CRMH) est un service déconcentré du ministère de la Culture français, intégré au sein d'une Direction régionale des Affaires culturelles (DRAC), et chargé de recenser, protéger et restaurer les monuments historiques. Une CRMH est dirigée par un Conservateur régional des monuments historiques.

## Recherche scientifique
La CRMH est chargée de mettre en place la démarche de protection au titre des  monuments historiques : inscription et/ou classement d'un objet ou d'un immeuble (incluant les édifices, parcs, jardins, sites archéologiques, etc.). Cette démarche peut-être proposée par n’importe qui : acteurs publics (Service départemental de l'architecture et du patrimoine, Service régional de l'inventaire, etc.) ou particuliers.
Un premier examen a lieu, généralement par une visite du potentiel monument ou une inspection de l'objet. Un premier dossier succinct est présenté, dans le cas des immeubles, à la délégation permanente de la Commission régionale du patrimoine et des sites (CRPS) qui avalise ou non la poursuite de l'instruction du dossier.
Le dossier de demande de protection est généralement constitué par les chargés d'étude documentaire de la CRMH. Le dossier doit comporter une partie documentaire donnant des renseignements détaillés sur l’édifice (histoire, événements qui lui sont liés, architecture propre et son évolution, éléments juridiques, etc.), sur ses alentours (situation urbanistique, intégration dans le lieu, typologie, etc.), sur des édifices semblables, s'ils existent, ainsi que des documents photographiques et cartographiques. Il comprend également les avis de l’architecte en chef des monuments historiques, de l’architecte des bâtiments de France et du conservateur des monuments historiques. Tout cela est destiné aux commissions chargées de donner leur avis aux préfets concernés, ou au ministre de la Culture, au sujet de la protection : la commission régionale du patrimoine et de l'architecture dans un premier temps pour l'inscription (Regroupant les anciennes commissions : commission régionale du patrimoine et des sites pour les immeubles à inscrire, la commission départementale des objets mobiliers pour les objets à inscrire), dans un second temps la commission nationale des monuments historiques pour les classements.

## Protection et labellisation
Les CRMH interviennent sur trois types de protections ou de labellisation des monuments et espaces remarquables.

### Protection au titre des monuments historiques
Les CRMH sont des services régaliens concernant la protection des monuments historiques. Elle établissent les propositions dans le cadre de la recherche scientifique (voir supra), et, en cas d'aval de la part des commissions (CRPS, CDOM, CNMH), établissent les arrêtés de protection.

### Label «Patrimoine duXXesiècle»
Ce label, sans incidence juridique ni financière, est proposé par la CRMH à la commission régionale du patrimoine et des sites (CRPS). Il est attribué à des immeubles ou territoires présentant un intérêt particulier vis-à-vis de l'histoire du XXe siècle. Tout immeuble construit au XXe siècle protégé au titre des monuments historiques, ou par une zone de protection du patrimoine architectural, urbain et paysager (ZPPAUP) se voit automatiquement recevoir le label.

### Label «Jardin remarquable»
Ce label, attribué pour cinq ans, est validé par la CRMH et par le comité national des parcs et jardins. Il porte sur des jardins présentant des aspects remarquables, une composition et une gestion particulière.

## Contrôle et restauration
La loi oblige le propriétaire d'un monument historique à faire avaliser toute demande de travaux sur le dit monument par l’administration. Après avoir donné un avis en concertation avec les services compétents, les CRMH veillent à ce que les travaux se déroulent en conformité avec l'avis précédemment donné.
La CRMH est également chargé de financer, totalement ou partiellement, les travaux sur les monuments historiques. Une liste de travaux à financer est présentée tous les ans au préfet de région. Le suivi est effectué en collaboration avec les personnes et services concernés (ABF, CMH, CAOA, ACMH, etc.), mais aussi les autres acteurs (Région, Département, etc.).
La CRMH gère le patrimoine de l’État affecté au ministère de la Culture, notamment les cathédrales protégées. Certains ministères ont signé des protocoles afin de confier la gestion des travaux sur les monuments historiques aux CRMH, comme le château de Brest dépendant du ministère de la Défense ou le Palais du Parlement de Bretagne dépendant du ministère de la Justice.
Une assistance à maîtrise d'ouvrage est également proposée, ainsi qu'une mise en avant des savoir-faire traditionnels.